# حساسية النيكل
حساسية النيكل  هي حالة من حالات الحساسية التي يكون مسببها تماس الجلد مع فلز النيكل. تصنف هذه الحالة ضمن حالات التهاب الجلد التماسي التحسسي ، وتظهر أعراضها على هيئة طفح وحكّة، والتي يمكن أن تكون محببة أو قشرية؛ وتعد النساء أكثر عرضة للإصابة بهذه الحالة من الرجال.
العلاج الرئيسي لهذه الحالة هو بتجنب التماس مع الأشياء المصنوعة أو الحاوية على فلز النيكل، مثل الإكسسوارات أو ساعات اليد.

## أعراضها
تبدأ الأعراض بالظهور خلال فترة من 12 إلى 48 ساعة بعد التعرض لهذا المعدن، وقد يستمر هذا التفاعل لمدة تصل إلى ما بين أسبوعين وأربعة أسابيع. ولا تظهر علامات التهاب الجلد اللمسي في العادة إلا في منطقة تلامس البشرة مع النيكل، ولكنها قد تظهر أيضًا في أماكن أخرى من الجسم. وتتضمن علامات وأعراض حساسية النيكل ما يلي:
- طفح جلدي أو حدبات على البشرة.
- الحكة، والتي قد تكون شديدة.
- احمرار أو تغير لون الجلد.
- رقع جافة من الجلد ربما تشبه الحرق.
- بثور وتسرب سائل في الحالات الشديدة.

## الهوامش
1. ↑  Nickel allergy
2. ↑  Allergic contact dermatitis (ACD)